# Byz
Byz est un rappeur suédois né le 27 mai 1984 à Sala. Son vrai nom est Andreas Jorma Byström.
Entre 1999 et 2000, il commença sa carrière musicale dans le groupe Inte Helt Oskyldiga. Avec eux il lança son premier album There is still a party going on. En 2004, il entra officiellement dans l'industrie de la musique en lançant son premier album solo From here to somewhere. L'album se vend bien, mais avec l'aide d'Internet, son public augmente et son album devient très populaire.
En 2005, il lance son premier album en suédois intitulé Når toppen av botten i en sjuttis. Un peu plus tard dans l'année, il lance un autre album en suédois Fett av dig qui remporte tout de suite un grand succès. Plusieurs single viennent de cet album dont Karatefylla et Hey Där. D'autres chansons en anglais sont aussi bien connues comme Do you wanna fuck?.